# Regionalna izba obrachunkowa

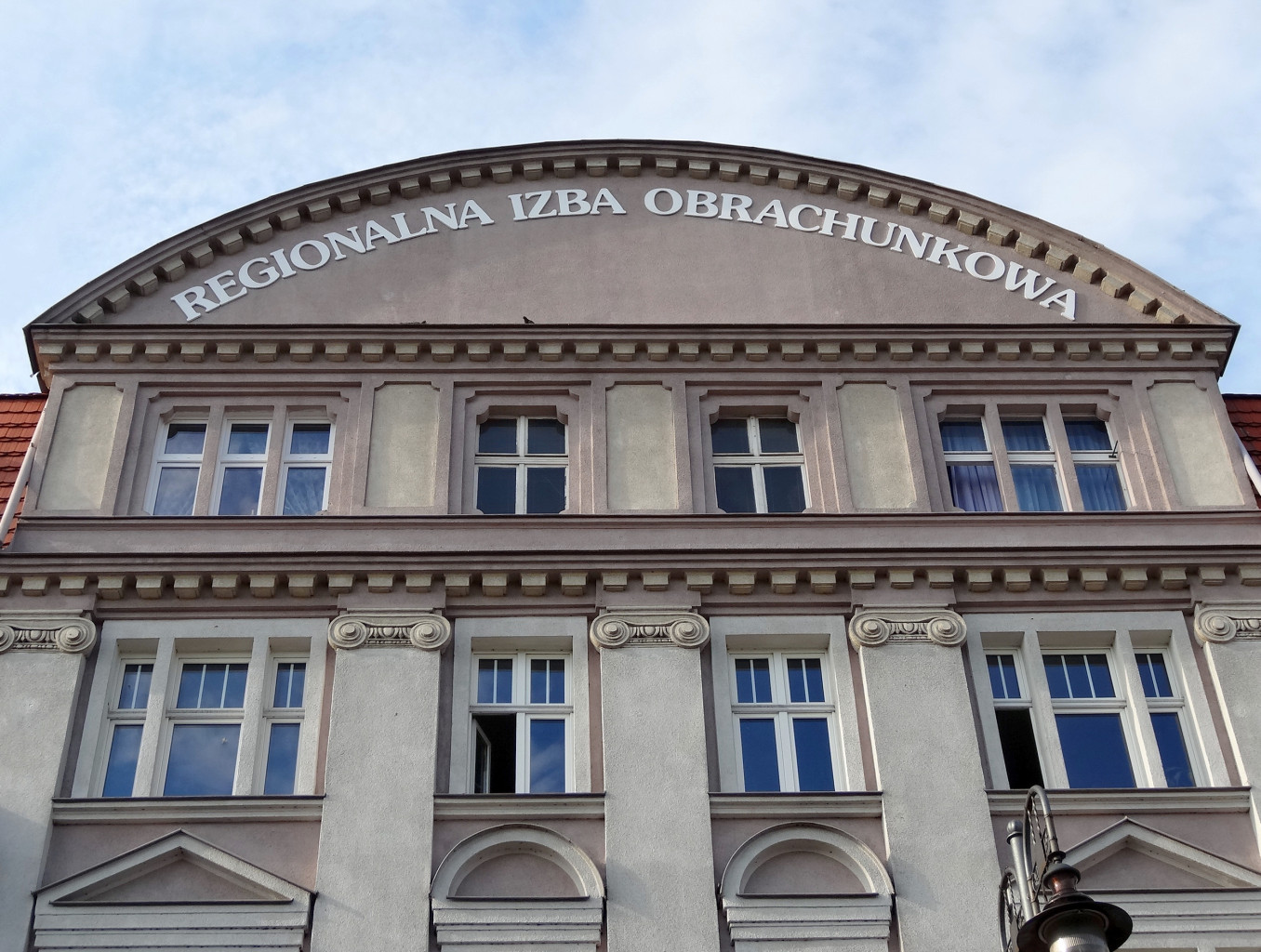
Siedziba Regionalnej Izby Obrachunkowej w Bydgoszczy

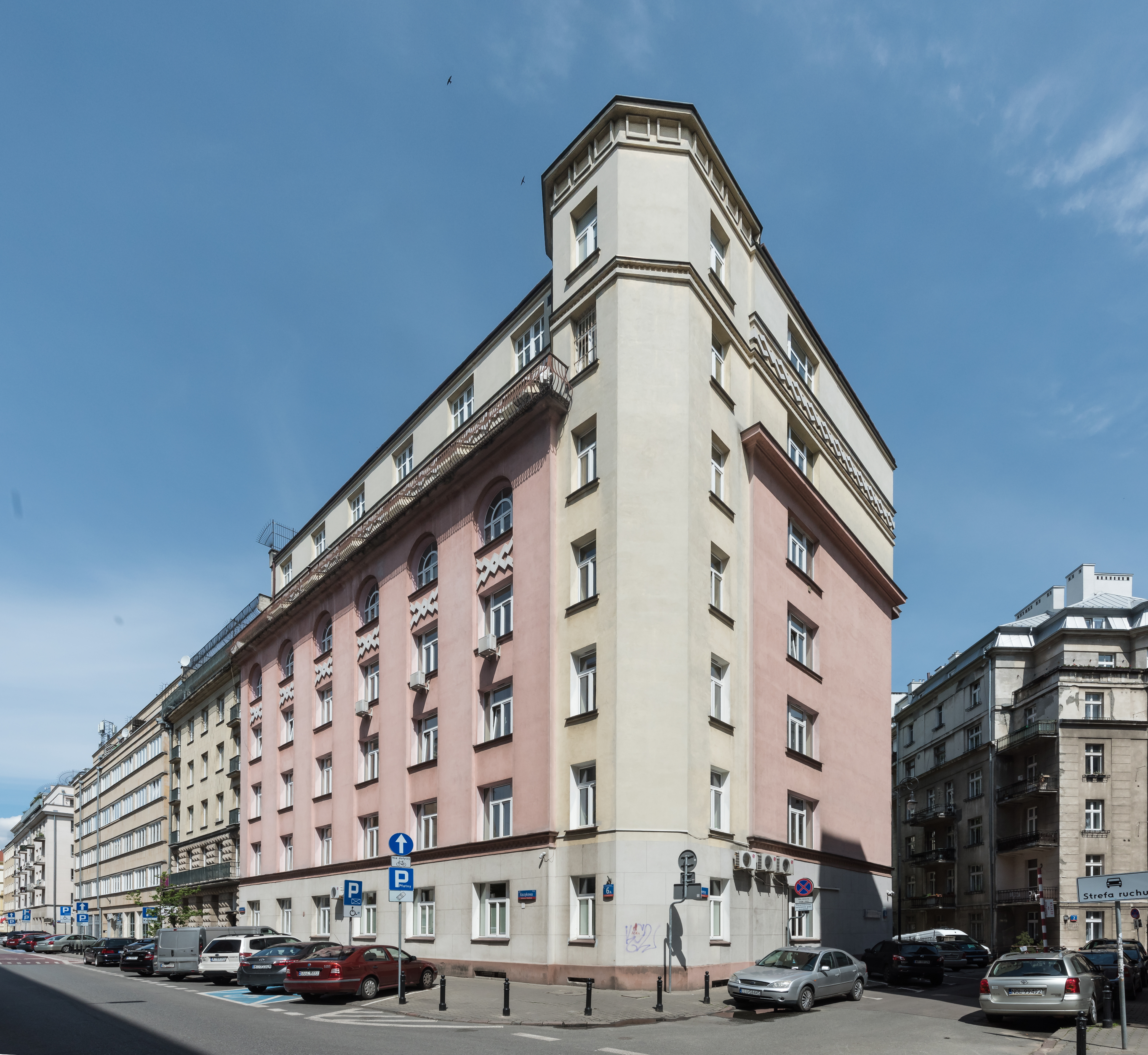
Siedziba Regionalnej Izby Obrachunkowej w Warszawie

Regionalna izba obrachunkowa (RIO) – państwowy, zewnętrzny i niezależny organ kontroli i nadzoru jednostek samorządu terytorialnego oraz innych podmiotów określonych w ustawie, w zakresie gospodarki finansowej (budżetu) i zamówień publicznych. Izby prowadzą również działalność informacyjną i szkoleniową w zakresie spraw budżetowych. Z punktu widzenia gospodarki finansowej regionalne izby obrachunkowe są państwowymi jednostkami budżetowymi.

## Historia
Zapowiedzią powstania Izb była ustawa o samorządzie terytorialnym z 8 marca 1990 roku. Jej 86. artykuł mówił, iż organem nadzoru nad działalnością budżetową gmin jest RIO. Same Izby powołała do życia dopiero ustawa z 7 października 1992 roku.  Doprecyzowanie działalności RIO nastąpiło w rozporządzeniu Rady Ministrów z 9 grudnia 1992 roku  sprawie siedzib i zasięgu terytorialnego regionalnych izb obrachunkowych oraz szczegółowej organizacji izb i trybu postępowania. Działalność RIO znalazła swe usankcjonowanie również w Konstytucji (art. 171). 
Początkowo funkcjonowało 17 RIO, od 2000, po zmianach związanych z reformą administracyjną, jest ich 16. Regionalne Izby obrachunkowe działają w następujących miastach:
- Białymstoku
- Bydgoszczy
- Gdańsku
- Katowicach
- Kielcach
- Krakowie
- Lublinie
- Łodzi
- Olsztynie
- Opolu
- Poznaniu
- Rzeszowie
- Szczecinie
- Warszawie
- Wrocławiu
- Zielonej Górze.

## Podstawa prawna działalności
RIO działają na podstawie:
- art. 171 ust. 2 Konstytucji RP (Dz.U. z 1997 r. nr 78, poz. 483, z późn. zm.),
- ustawy z 7 października 1992 r. o regionalnych izbach obrachunkowych (Dz.U. z 2025 r. poz. 7),
- rozporządzenia Prezesa Rady Ministrów z dnia 16 lipca 2004 r. w sprawie siedzib i zasięgu terytorialnego regionalnych izb obrachunkowych oraz szczegółowej organizacji izb, liczby członków kolegium i trybu postępowania (Dz.U. z 2004 r. nr 167, poz. 1747)

## Zadania i uprawnienia RIO
Każda z szesnastu funkcjonujących w Polsce izb przede wszystkim sprawuje nadzór nad działalnością jednostek samorządu terytorialnego z terenu określonego województwa w zakresie spraw finansowych. Właściwość izb w tym zakresie obejmuje analizę uchwał i zarządzeń podejmowanych przez organy jednostek samorządu terytorialnego głównie w kwestiach budżetu i procedury jego uchwalania.
Uprawnienia regionalnych izb obrachunkowych w tych sprawach sięgają nawet możliwości narzucenia samorządom budżetu, ale to rozwiązanie może być zastosowane tylko w ostateczności, gdy jednostki same nie poradzą sobie z uchwaleniem planu dochodów i wydatków w ustawowym terminie.
Poza tym w trybie nadzoru badane są akty prawa miejscowego dotyczące:
- zaciąganych przez samorządy zobowiązań wpływających na wysokość długu publicznego,
- udzielanych przez nie pożyczek,
- przyznawanych z samorządowych budżetów dotacji.

## Organizacja i nadzór
Organem izby jest kolegium izby, w którego skład wchodzą: prezes izby, jego zastępca oraz pozostali członkowie kolegium, art. 14 ustawy o RIO.
Członków kolegium izby powołuje Prezes Rady Ministrów. Prezesa izby powołuje i odwołuje Prezes Rady Ministrów. Powołanie prezesa oraz członków kolegium następuje po przeprowadzeniu konkursu.
Nadzór nad działalnością regionalnych izb obrachunkowych sprawuje minister właściwy do spraw administracji publicznej (Minister Spraw Wewnętrznych i Administracji) na podstawie kryterium zgodności z prawem.

## Kryteria i skutki kontroli
Podstawowe kryterium kontroli dokonywanej przez izby stanowi legalność i zgodność dokumentacji ze stanem faktycznym.
Kontrola gospodarki finansowej jednostek samorządu terytorialnego w zakresie zadań administracji rządowej, wykonywanych przez te jednostki na podstawie ustaw lub zawieranych porozumień, dokonywana jest także z uwzględnieniem kryterium celowości, rzetelności i gospodarności.
Wszczęcie postępowania kontrolnego następuje na wniosek wymienionych w ustawie podmiotów lub z urzędu. Najważniejsze znaczenie w działalności kontrolnej izb mają kompleksowe kontrole gospodarki finansowej jednostek samorządu terytorialnego, które przeprowadza się co najmniej raz na cztery lata.
Na podstawie wyników każdej kontroli izba kieruje do kontrolowanej jednostki wystąpienie pokontrolne, wskazując źródła i przyczyny nieprawidłowości, ich rozmiary, osoby odpowiedzialne oraz wnioski zmierzające do ich usunięcia i usprawnienia badanej działalności. Wystąpienia są aktem zobowiązującym do podjęcia konkretnych działań, ponieważ kontrolowany ma 30 dni na zawiadomienie izby o wykonaniu wniosków lub o przyczynach ich niewykonania.
Regionalne izby obrachunkowe wydają także opinie w sprawach określonych ustawami oraz zajmują się działalnością informacyjną, instruktażową i szkoleniową w zakresie objętym nadzorem i kontrolą.

## Zakres podmiotowy nadzoru i kontroli
(art. 1 ust. 2 Ustawy o regionalnych izbach obrachunkowych)
Regionalne izby obrachunkowe sprawują nadzór nad jednostkami samorządu terytorialnego w zakresie spraw finansowych oraz dokonują kontroli gospodarki finansowej i zamówień publicznych następujących podmiotów:
1. jednostek samorządu terytorialnego,
2. związków międzygminnych,
3. stowarzyszeń gmin oraz stowarzyszeń gmin i powiatów,
4. związków powiatów,
5. stowarzyszeń powiatów,
6. samorządowych jednostek organizacyjnych, w tym samorządowych osób prawnych,
7. innych podmiotów, które wykorzystują dotacje z budżetu jednostek samorządu terytorialnego.

## Zakres przedmiotowy nadzoru i kontroli
(art. 11 ustawy o regionalnych izbach obrachunkowych)
W zakresie nadzoru: regionalne izby obrachunkowe mogą nadzorować uchwały i zarządzenia podejmowane przez organy jednostek samorządu terytorialnego, jeśli dotyczą:
- procedury uchwalania budżetu,
- budżetu i jego zmian,
- zaciągania zobowiązań przez jednostki samorządu terytorialnego i udzielania pożyczek,
- przyznawania dotacji z budżetu jednostek samorządu terytorialnego,
- podatków i opłat lokalnych,
- absolutorium,
- wieloletniej prognozy finansowej i jej zmian.

W zakresie kontroli: regionalne izby obrachunkowe sprawują kontrolę gospodarki finansowej i zamówień publicznych innych podmiotów określonych w art. 1 ust. 2 ustawy o regionalnych izbach obrachunkowych
Prezes Rady Ministrów na wniosek ministra właściwego do spraw administracji publicznej ma prawo rozwiązania kolegium regionalnej izby obrachunkowej w razie 
powtarzającego się naruszania przez izbę prawa.

## Struktura RIO
Izby są kolegialne i mają swoje organy. Na czele każdej izby stoi prezes. Jest on powoływany w drodze konkursu przez Prezesa Rady Ministrów na wniosek Ministra Spraw Wewnętrznych i Administracji. Swoim wykształceniem i doświadczeniem zawodowym prezes musi dawać rękojmię prawidłowego wywiązywania się z nałożonych na niego obowiązków. W związku z tym, wśród warunków, jakie ustawa stawia kandydatom na to stanowisko wymienia się ukończenie magisterskich wyższych studiów prawniczych, administracyjnych, ekonomicznych lub posiadanie stopnia naukowego w jednej z tych dziedzin wiedzy oraz posiadanie co najmniej czteroletniego stażu pracy w jednostkach związanych z funkcjonowaniem samorządu terytorialnego lub finansów publicznych. Kadencja prezesa izby trwa 6 lat.
Prezes zasadniczo kieruje pracami izby. W szczególności:
– reprezentuje ją na zewnątrz,
– w stosunkach wewnętrznych jest przełożonym jej pracowników,
– zwołuje posiedzenia kolegium izby,
– opracowuje projekt regulaminu organizacyjnego izby,
– wyznacza składy orzekające i ich przewodniczących,
– ogłasza konkurs na stanowisko członka kolegium.
– przedkłada Ministrowi Spraw Wewnętrznych i Administracji sprawozdania z wykonania budżetu oraz z działalności kontrolnej i informacyjno-szkoleniowej izby.
Prezes ma swojego zastępcę.

## Wewnętrzny organ izby
Wewnętrznym organem izby jest kolegium. W skład kolegium wchodzą prezes izby, który jednocześnie jest jego przewodniczącym oraz pozostali członkowie. O tym jak liczne jest kolegium danej izby rozstrzyga wspomniane wyżej rozporządzenie Prezesa Rady Ministrów z dnia 16 lipca 2004 r. Największym-27 osobowym kolegium może poszczycić się Warszawa, najmniej-po 9 osób, liczą kolegia w Kielcach, Opolu i Zielonej Górze. Wymogi dotyczące niezbędnych dla zasiadania w kolegium kwalifikacji są identyczne, jak te stawiane wobec kandydatów na prezesa izby. Członków kolegium powołuje w drodze konkursu Prezes Rady Ministrów, na wniosek prezesa izby, z tymże połowę składu kolegium stanowią zawsze członkowie powołani spośród kandydatów zgłoszonych przez organy stanowiące jednostek samorządu terytorialnego.
Członkostwo w kolegium izby może mieć charakter etatowy lub pozaetatowy, o czym stanowi Prezes Rady Ministrów, na wniosek prezesa izby. W pierwszym przypadku członka kolegium powołuje się na czas nieokreślony, natomiast pozaetatowego członka kolegium powołuje się na 6-letnią kadencję. Ustawa gwarantuje członkom kolegium w zakresie realizacji zadań nadzorczych i funkcji kontrolnych niezawisłość i podleganie jedynie ustawom.
Do wyłącznej właściwości kolegium izby należy ustalanie budżetu jednostki samorządu terytorialnego w przypadku, gdy nie dokona ona tego w wymaganym terminie oraz orzekanie o nieważności uchwał i zarządzeń, do których badania w trybie nadzoru izba jest zobowiązana.
Kolegium zajmuje się także:
– rozpatrywaniem odwołań od uchwał składów orzekających izb i zastrzeżeń do wniosków zawartych w wystąpieniach pokontrolnych,
– uchwalaniem regulaminu organizacyjnego izby, wniosków do projektu jej budżetu oraz ramowego planu pracy,
– przyjmowaniem sprawozdań z wykonania budżetu, rocznego ramowego planu pracy izby oraz z działalności kontrolnej i informacyjno-szkoleniowej izby,
– opiniowaniem kandydatów na członków kolegium czy wybór kandydata na prezesa izby.
Rozstrzygnięcia kolegium podejmowane są w formie uchwał zapadających bezwzględną większością głosów w obecności co najmniej 1/2 liczby członków kolegium izby na posiedzeniach.
Posiedzenia zwołuje prezes praktycznie w razie potrzeby, nie rzadziej jednak niż raz na kwartał. Może to czynić z urzędu lub na wniosek co najmniej połowy członków kolegium, w terminie 14 dni od dnia jego złożenia.
W izbach działają wreszcie składy orzekające. Składają się z trzech członków kolegium. Do ich właściwości należy wydawanie opinii w sprawach określonych w ustawach. Od rozstrzygnięć składów orzekających służy odwołanie do kolegium izby.

## Budżet, zatrudnienie i wynagrodzenia
Wydatki i dochody regionalnych izb obrachunkowych są realizowane w części 80 budżetu państwa. Jej dysponentem jest Minister Spraw Wewnętrznych i Administracji.
W 2017 wydatki RIO wyniosły 123,37 mln zł, a dochody 3,14 mln zł. Przeciętne zatrudnienie w regionalnych izbach obrachunkowych w przeliczeniu na pełne etaty wyniosło 1250 osób, a średnie miesięczne wynagrodzenie brutto 5563 zł.
W ustawie budżetowej na 2018 wydatki RIO zaplanowano w wysokości 123,55 mln zł, a dochody 2,9 mln zł.

## Komisja przy RIO
Przy każdej izbie funkcjonuje komisja orzekająca w sprawach o naruszenie dyscypliny finansów publicznych. Na mocy przepisów ustawy z dnia 17 grudnia 2004 r. o odpowiedzialności za naruszenie dyscypliny finansów publicznych (Dz.U. z 2024 r. poz. 104) stanowi ona organ I instancji, w którego skład wchodzą: przewodniczący, jego zastępcy i od 5 do 21 członków. Jedynie od przewodniczącego i jego zastępców wymaga się, aby byli prawnikami lub ekonomistami. Pozostali członkowie komisji mogą mieć dowolne wykształcenie wyższe, powinni legitymować się jednak odpowiednią wiedzą z zakresu problematyki finansów publicznych i prawa oraz niezbędnym doświadczeniem zawodowym. Kadencja komisji trwa 4 lata.
Regionalna komisja orzekająca orzeka w sprawach o naruszenie dyscypliny finansów publicznych w zakresie dotyczącym jednostek samorządu, ich związków i stowarzyszeń, z wyłączeniem marszałka województwa, członka zarządu województwa i skarbnika województwa, realizacji budżetu wojewody; jednostek podległych i nadzorowanych przez wojewodę; samorządowych jednostek organizacyjnych i innych jednostek określonych ustawą.
Regionalne izby obrachunkowe stoją zatem na straży starannego, celowego i rzetelnego gospodarowania publicznym groszem przez urzędników. Same izby także jednak podlegają nadzorowi. Jest on sprawowany przez Ministra Spraw Wewnętrznych i Administracji na podstawie kryterium zgodności z prawem.

## Regionalna Komisja Orzekająca przy Regionalnej Izbie Obrachunkowej
Ustawa z dnia 17 grudnia 2004 r. o odpowiedzialności za naruszenie dyscypliny finansów publicznych (Dz.U. z 2024 r. poz. 104) określa, iż:
Regionalna Komisja Orzekająca przy Regionalnej Izbie Obrachunkowej jest organem orzekającym w pierwszej instancji w sprawach o naruszenie dyscypliny finansów publicznych w zakresie dotyczącym:
§  jednostek samorządu terytorialnego, ich związków i stowarzyszeń, z wyłączeniem osób, o których mowa w art. 49 pkt 2;
§  realizacji budżetu wojewody;
§  jednostek podległych i nadzorowanych przez wojewodę;
§  samorządowych jednostek organizacyjnych, w tym samorządowych osób prawnych;
§  innych jednostek otrzymujących środki publiczne przekazane z budżetów jednostek samorządu terytorialnego lub innych środków publicznych, którymi dysponują te jednostki;
§  innych jednostek w zakresie środków otrzymanych z budżetu wojewody lub z innych środków, którymi dysponuje wojewoda.
W skład Regionalnych Komisji Orzekających w sprawach o naruszenie dyscypliny finansów publicznych przy Regionalnej Izbie Obrachunkowej wchodzą przewodniczący, jeden lub dwóch jego zastępców i od 5 do 21 członków komisji. Kadencja komisji orzekających trwa 4 lata.
Przewodniczącego Regionalnej Komisji Orzekającej w sprawach o naruszenie dyscypliny finansów publicznych przy Regionalnej Izbie Obrachunkowej i jego zastępców powołuje i odwołuje, na wniosek ministra właściwego do spraw finansów publicznych, Prezes Rady Ministrów. Natomiast członków komisji powołuje również Prezes Rady Ministrów jednakże na wniosek przewodniczącego komisji orzekającej.
Komisja orzeka na rozprawie lub posiedzeniu w składzie trzech osób. Członkowie komisji orzekających są niezawiśli w zakresie orzekania w sprawach o naruszenie dyscypliny finansów publicznych i podlegają tylko przepisom prawa. Orzekają w granicach określonych ustawą oraz na mocy przekonania opartego na ocenie dowodów, rozstrzygają samodzielnie nasuwające się zagadnienia prawne i nie są związani rozstrzygnięciami innych organów, z wyjątkiem prawomocnego wyroku sądu.
Postępowanie w sprawie o naruszenie dyscypliny finansów publicznych jest dwuinstancyjne obejmuje postępowanie wyjaśniające prowadzone przez rzecznika dyscypliny, postępowanie przed komisją orzekającą oraz postępowanie odwoławcze przed Główną Komisją Orzekającą
Stronami postępowania przed Regionalną Komisją Orzekającą w sprawach o naruszenie dyscypliny finansów publicznych są: obwiniony i oskarżyciel. Obwinionym jest osoba, wobec której oskarżyciel wystąpił z wnioskiem o ukaranie za naruszenie dyscypliny finansów publicznych. Oskarżycielem przed komisją orzekającą jest rzecznik dyscypliny, który występuje z wnioskiem o ukaranie. Na uzasadnione żądanie rzecznika dyscypliny funkcję oskarżyciela przed komisją orzekającą z wniosku o ukaranie wniesionego przez organ Najwyższej Izby Kontroli, Prezesa Urzędu Zamówień Publicznych i Prezesa Regionalnej Izby Obrachunkowej pełni występujący z wnioskiem o ukaranie lub jego przedstawiciel.
Podmiotami odpowiedzialnymi za naruszenie dyscypliny finansów publicznych są:
§  osoby wchodzące w skład organu wykonującego budżet lub plan finansowy jednostki sektora finansów publicznych albo jednostki niezaliczanej do sektora finansów publicznych otrzymującej środki publiczne lub zarządzającego mieniem tych jednostek;
§  kierownicy jednostek sektora finansów publicznych;
§  pracownicy jednostek sektora finansów publicznych, którym powierzono określone obowiązki w zakresie gospodarki finansowej lub czynności przewidziane w przepisach o zamówieniach publicznych;
§  osoby gospodarujące środkami publicznymi przekazanymi jednostkom niezaliczanym do sektora finansów publicznych.
Katalog przypadków naruszenia dyscypliny finansów publicznych, stanowiący zakres przedmiotowy odpowiedzialności, został zawarty od art. 5 do art. 18 ustawy o odpowiedzialności za naruszenie dyscypliny finansów publicznych.
Karami orzekanymi za naruszenie dyscypliny finansów publicznych są:
§  upomnienie;
§  nagana;
§  kara pieniężna;
§  zakaz pełnienia funkcji związanych z dysponowaniem środkami publicznymi na okres od roku do 5 lat od dnia uprawomocnienia się orzeczenia.
Na rozstrzygnięcia wydane przez komisję orzekającą w I instancji przysługują stroną następujące środki zaskarżenia: odwołanie w przypadku orzeczeń; zażalenie na postanowienia komisji orzekającej oraz na zarządzenia przewodniczącego komisji orzekającej.
Organem II instancji w sprawach o naruszenie dyscypliny finansów publicznych jest Główna Komisja Orzekająca w Sprawach o Naruszenie Dyscypliny Finansów Publicznych. W związku z powyższym strony postępowania mają prawo wnieść odwołanie od orzeczenia wydanego w I instancji w terminie 14 dni od dnia otrzymania orzeczenia z uzasadnieniem – do Głównej Komisji Orzekającej w Sprawach o Naruszenie Dyscypliny Finansów Publicznych. Odwołanie należy wnieść za pośrednictwem komisji, która wydała orzeczenie w I instancji.
Na rozstrzygnięcia Głównej Komisji Orzekającej służy skarga do sądu administracyjnego, którą wnosi się w terminie 30 dni od dnia otrzymania orzeczenia komisji II instancji.
Kadencja dotychczasowej Komisji orzekających w sprawach o naruszenie dyscypliny finansów publicznych przy Regionalnej Izbie Obrachunkowej w Zielonej Górze wygasa w dniu powołania Regionalnej Komisji Orzekającej w sprawach o naruszenie dyscypliny finansów publicznych przy Regionalnej Izbie Obrachunkowej w Zielonej Górze, nie później niż w dniu 30 września 2005 r.
Po powołaniu Regionalnej Komisji Orzekającej w sprawach o naruszenie dyscypliny finansów publicznych przy Regionalnej Izbie Obrachunkowej w Zielonej Górze przez Prezesa Rady Ministrów zostanie przedstawiony jej skład.